# Famille Szirmay
Szirmay de Szirma et Szirmabesenyő (szirmai és szirmabesenyői Szirmay en hongrois) est le patronyme d'une ancienne famille de la noblesse hongroise.

## Histoire
La famille Szirmay est originaire des comtés de Borsod et d'Ugocsa et remonte à un dénommé Raak, mort en 1241 près de Sajó lors d'une bataille contre les Tatars aux côtés du roi Béla IV. Il reçoit en récompense de ce dernier le domaine de Szántó dans le comté de Tolna. Le fief historique de la famille est celui de Szirma, dont elle tire son nom, situé en Syrmie. Il est probable que la famille donna son nom au village de Szirma du comté de Borsod.
Le roi Sigismond fait don d'armoiries en 1417 à György Zirmay et à plusieurs de ses proches pour sa participation à plusieurs campagnes. On note des dons royaux de terres sur Szirma en 1417 et 1454, sous László V, confirmé par le roi Mátyás en 1461. En 1802, le souverain accorde par héritage à Ádám II Szirmay les villages de Tolcsva et de Erdőbénye avec le droit de les ajouter à leur nom de famille. Une branche de la famille est élevée au rang de baron (1695) puis de comte hongrois (1707). La branche comtale s'éteint en ligne masculine en 1939 avec Otto Szirmay, et en ligne féminine avec sa fille Júlia en 1983. Les trois branches nobles de la famille sont encore présentes de nos jours.

## Principaux membres
- Ottobor Szirmay, főispán de Szolnok en 1273, échange le village de Szántó avec le roi László IV contre celui de Hetény dans le comté d'Ugocsa. Fils de Raak et grand-père du suivant.
- Miklós Szirmay, főispán d'Ugocsa fonde en 1300 la localité de Szirma du comté d'Ugocsa. Ancêtre de la "branche d'Ugocsa."

### Branche dite d'Ugocsa
- Dénes Szirmay, alispán du comté d'Ugocsa, il meurt sur le champ de bataille de Mohács (1526).
- Lajos Szirmay, glorieux défenseur du château d'Ecsed en 1560.
- Antal Szirmay (hu) (1747-1812), écrivain, notaire en chef du comté de Zemplén (1777), membre du Conseil royal ( királyi táblai) (1785) puis conseiller de la Cour (királyi udvari tanácsos) en 1787 et parlementaire (1790-1796) comme représentant du comté de Zemplén à l'Assemblée nationale.

### Branche dite de Borsod
- Balazs Szirmay, meurt lors d'un siège en 1352 sous les yeux du roi Louis Ier.
- Simon Szirmay, Maître du trésor d'André Ier de Naples (1327-1345). Frère du suivant.
- Pál Szirmay, fidèle compagnon du roi Louis le Grand dans ses campagnes en Italie.
- Miklós Szirmay, chanoine puis évêque d'Eger (vers 1425).
- Péter Szirmay, gardien de la chapelle de la Cour du roi Sigismond, il participa en cette qualité au concile de Constance en 1414.
- István Szirmay, alispán de Borsod (1548).
- Tamás Szirmay (1688-1743), colonel.
- Tamás Szirmay, főispán de Sáros en 1760.

### Branche baronale puis comtale
- Péter Szirmay (1608-1658), alispán de Zemplén. Père des deux suivants.
- baron puis comte István Szirmay (hu) († 1711), officier kuruc, disciple et confident de Imre Thököly dont il est à plusieurs reprises l'ambassadeur, il est par la suite acquitté et entre au service impérial. Conseiller de cour et protonotaire (ítélőmester en hongrois), il est gratifié par le roi Léopold du titre de baron hongrois en 1695, ainsi que son fils adoptif Tamás Dessewffy, főispán de Sáros (1739), puis de comte par le roi Joseph Ier en 1707.
- comte András Szirmay (hu) (1656-1723). Il est comme son frère István un officier proche de Imre Thököly qui le nomme conseiller de la Chambre de Szepes et plus tard chef d'artillerie de l'armée Kuruc. À la suite de l'échec du soulèvement de Thököly, il prête serment de loyauté au roi. Il est nommé trésorier de la chambre de Haute-Hongrie en 1697. Il rejoint en 1704, comme alispán de Zemplén, Rákóczi dans sa guerre d'Indépendance face aux Habsbourg. Parlementaire puis élu haut-magistrat kuruc (1708), il se rend aux impériaux en 1711.
- comte Alfréd Szirmay (hu) (1852-1900), important propriétaire foncier, membre de la chambre des magnats de Hongrie (1884-1900).
- comte György Szirmay (né en 1831), homme politique actif à Szerencs, chambellan KuK.
- comte Sándor Szirmay (né en 1865), chambellan Kuk, premier lieutenant du 4e régiment de hussards et aide de camp du prince Rudolf Ferdinand von Lobkowicz.
- comte János Szirmay (né en 1869), administrateur des domaines de son oncle le comte Alfréd Szirmay, archiviste familiale.

## Galerie

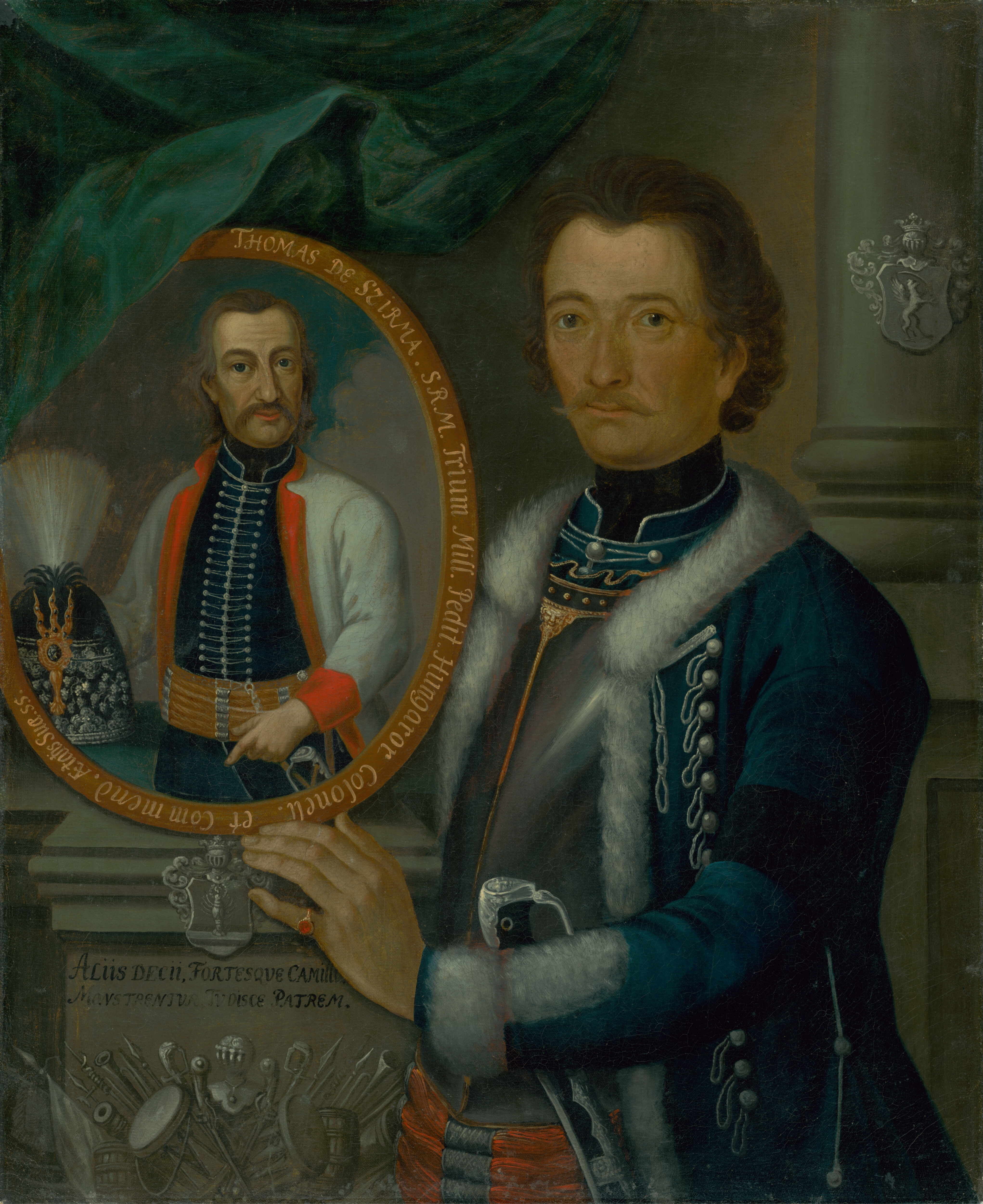
Mise en abyme du portrait de Thomas Szirmay, 1743. Galerie nationale slovaque.
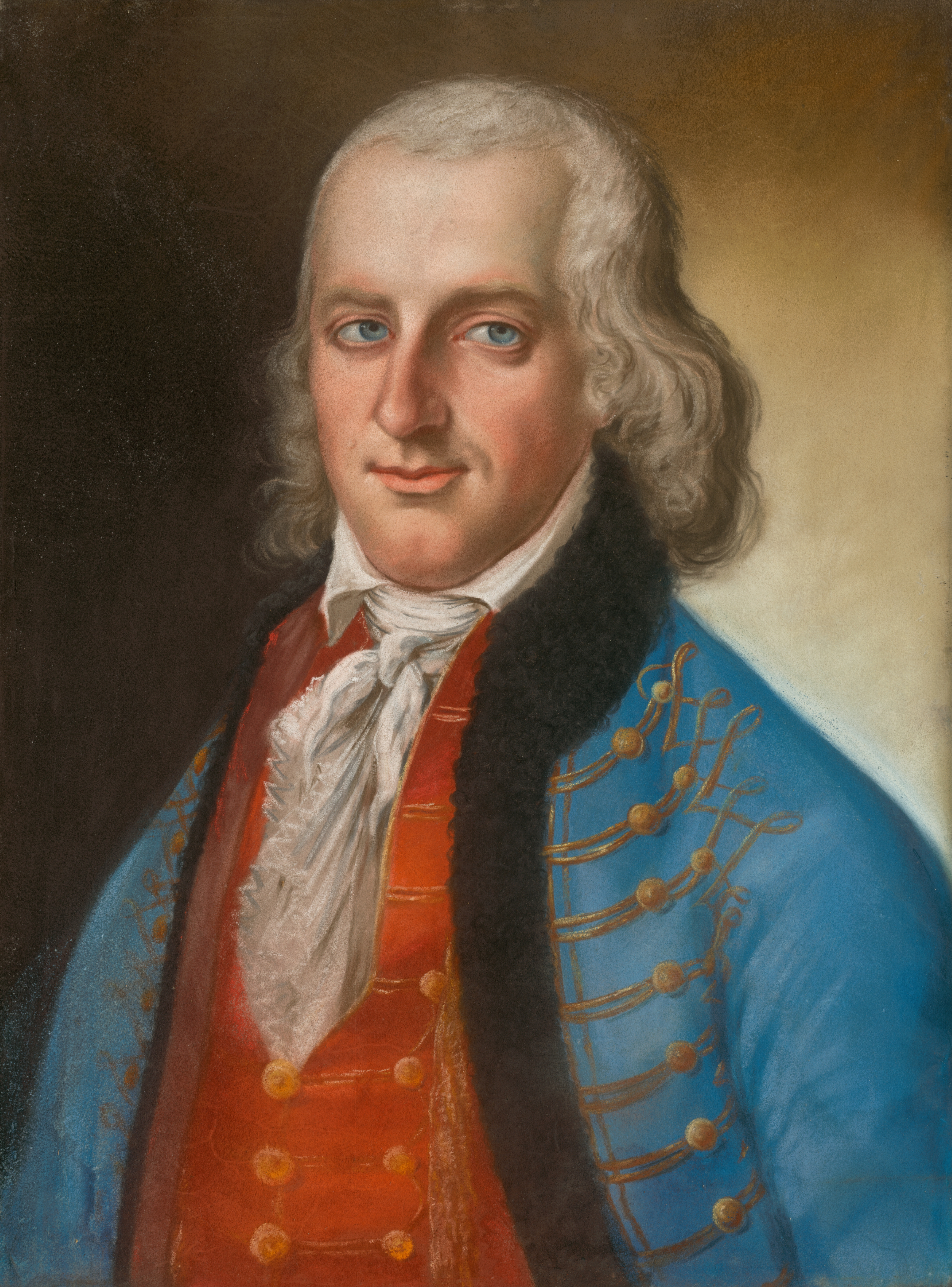
André Szirmay, 1780. Galerie nationale slovaque.
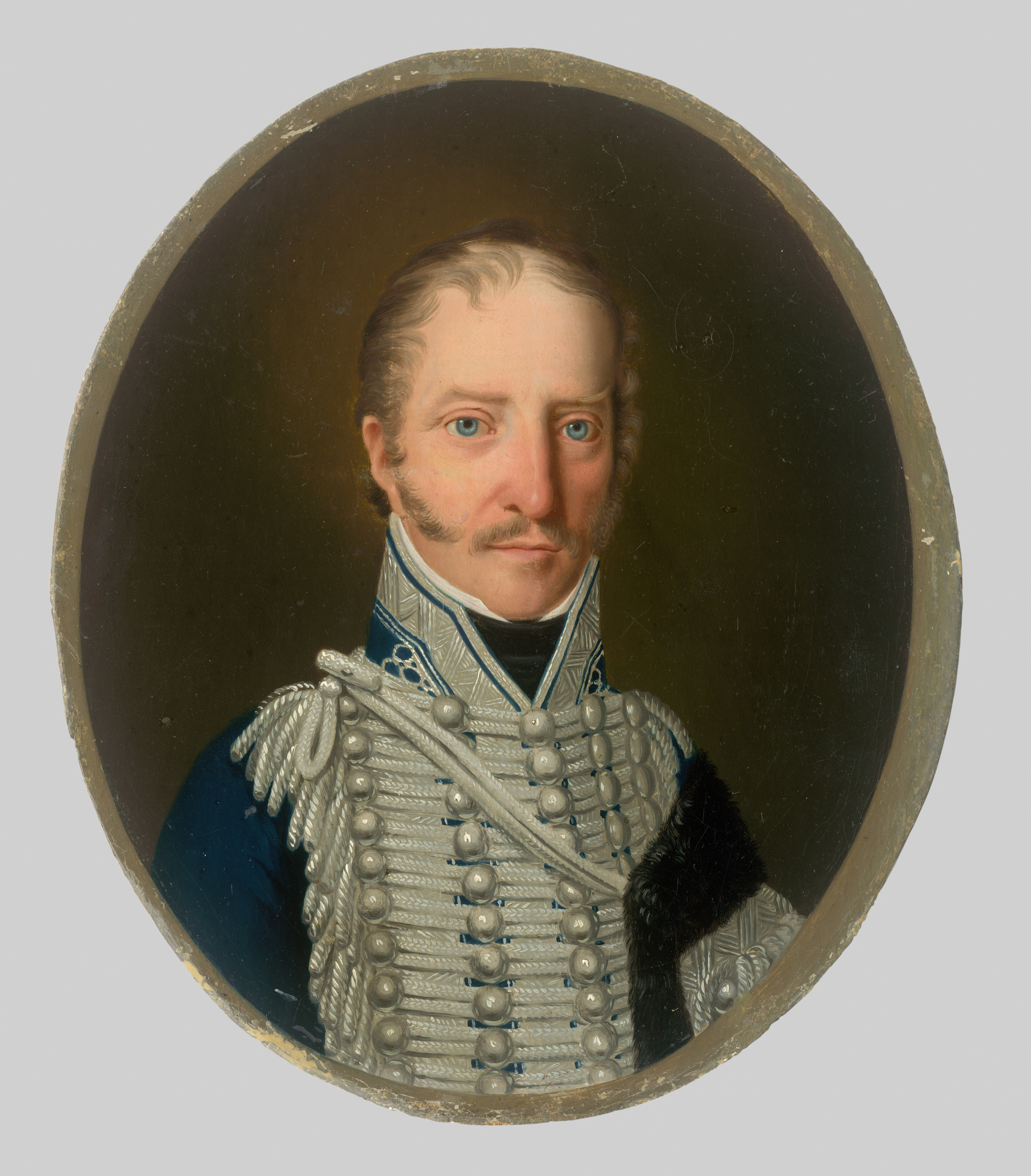
André Szirmay par Josef Czauczik, 1810. Galerie nationale slovaque.
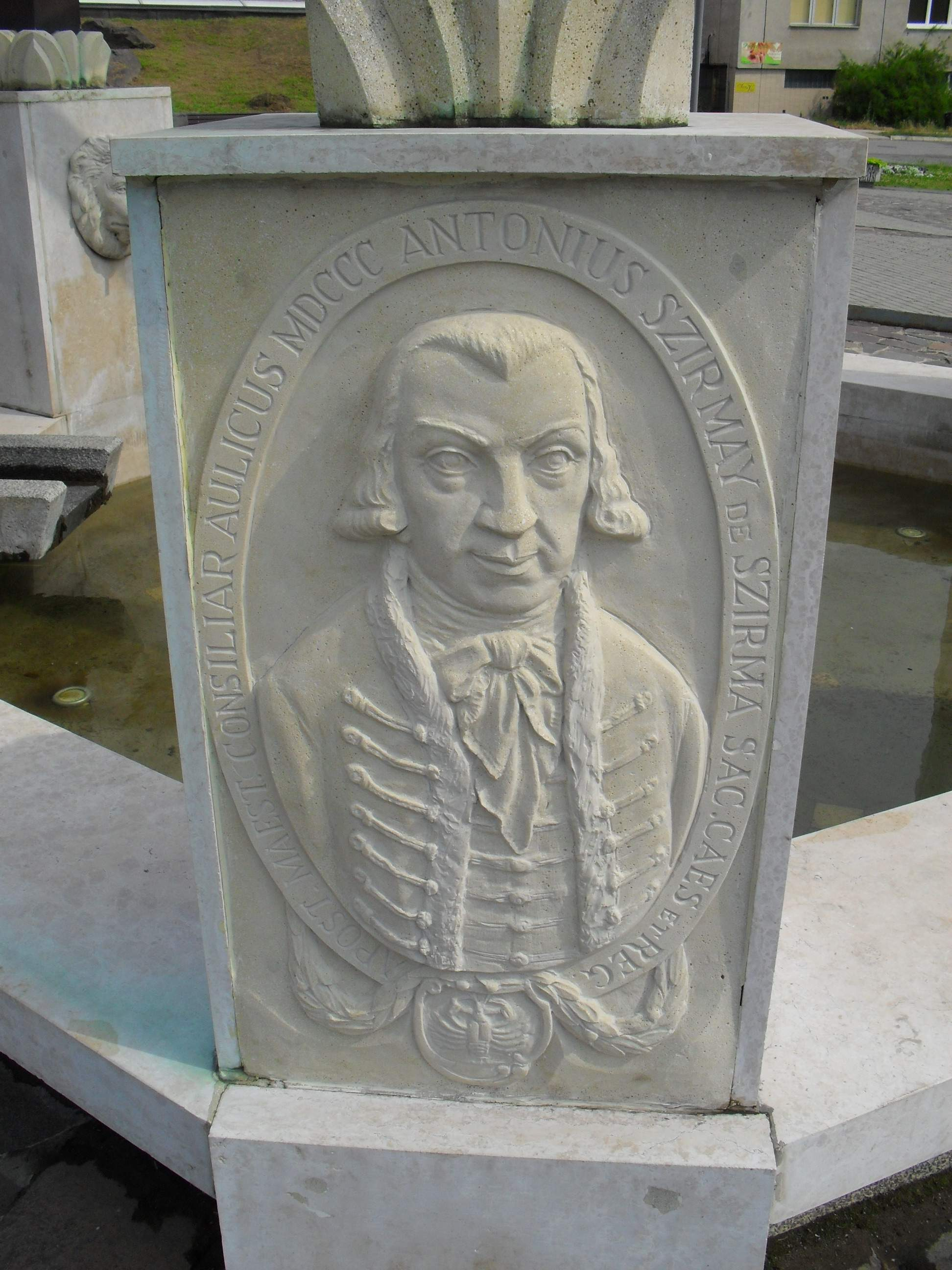
Antal Szirmay (1747-1812)
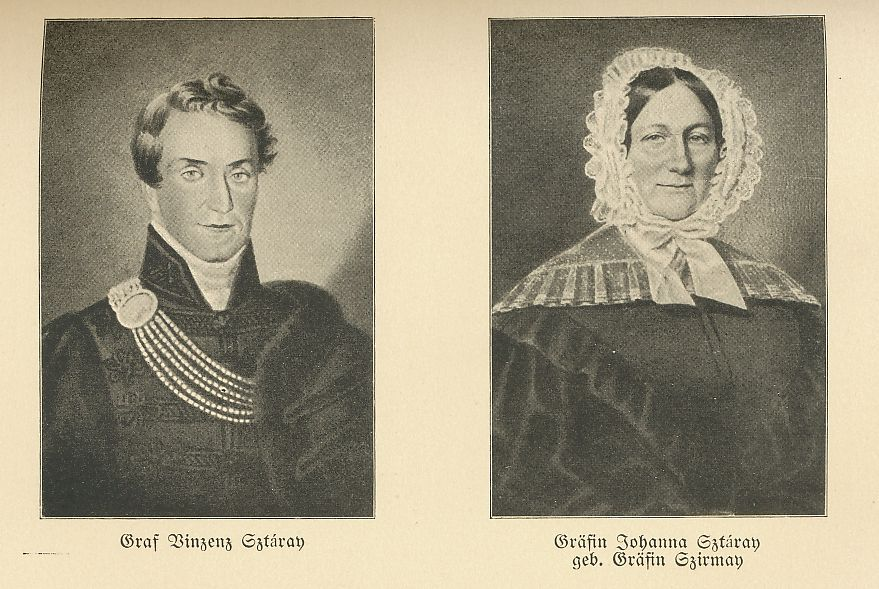
Comte Winzenz Sztáray (1771-1827) et son épouse née comtesse  Johanna Szirmay (1792-1848)
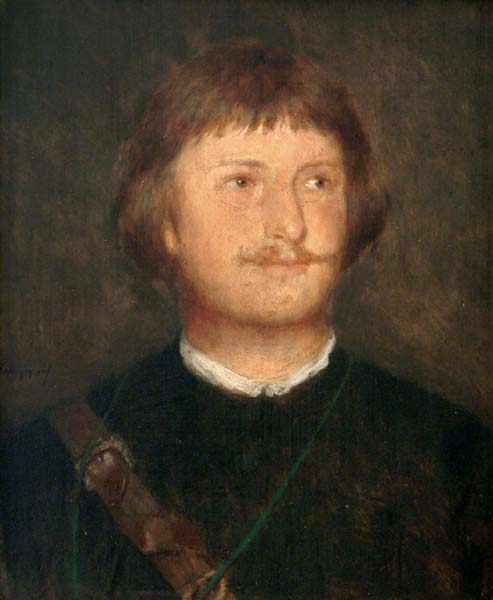
comte Alfréd Szirmay par Pál Szinyei Merse, 1879
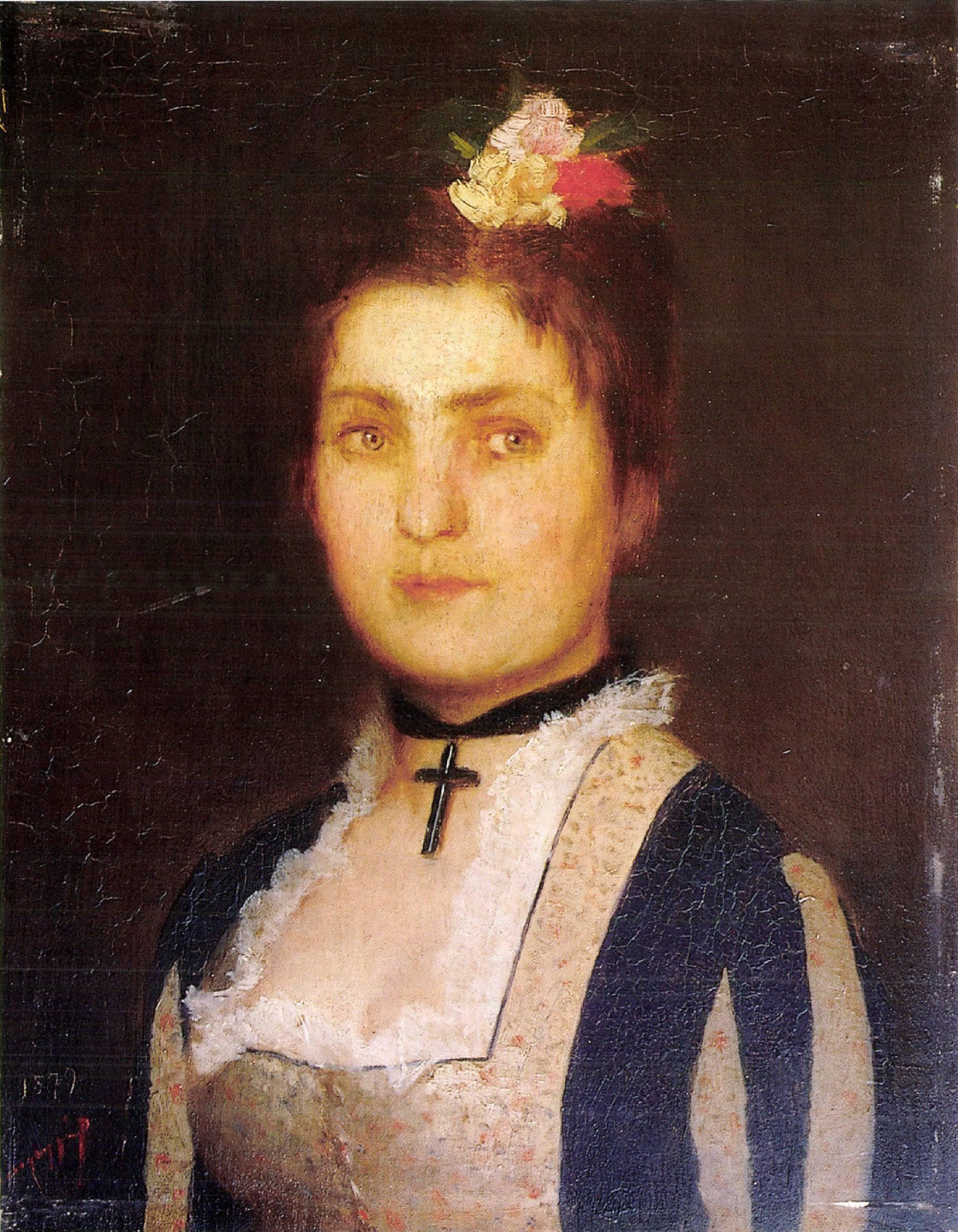
Mme Alfréd Szirmay née Mária Probstner de Újlubló et Jakubany, par Pál Szinyei Merse, 1879
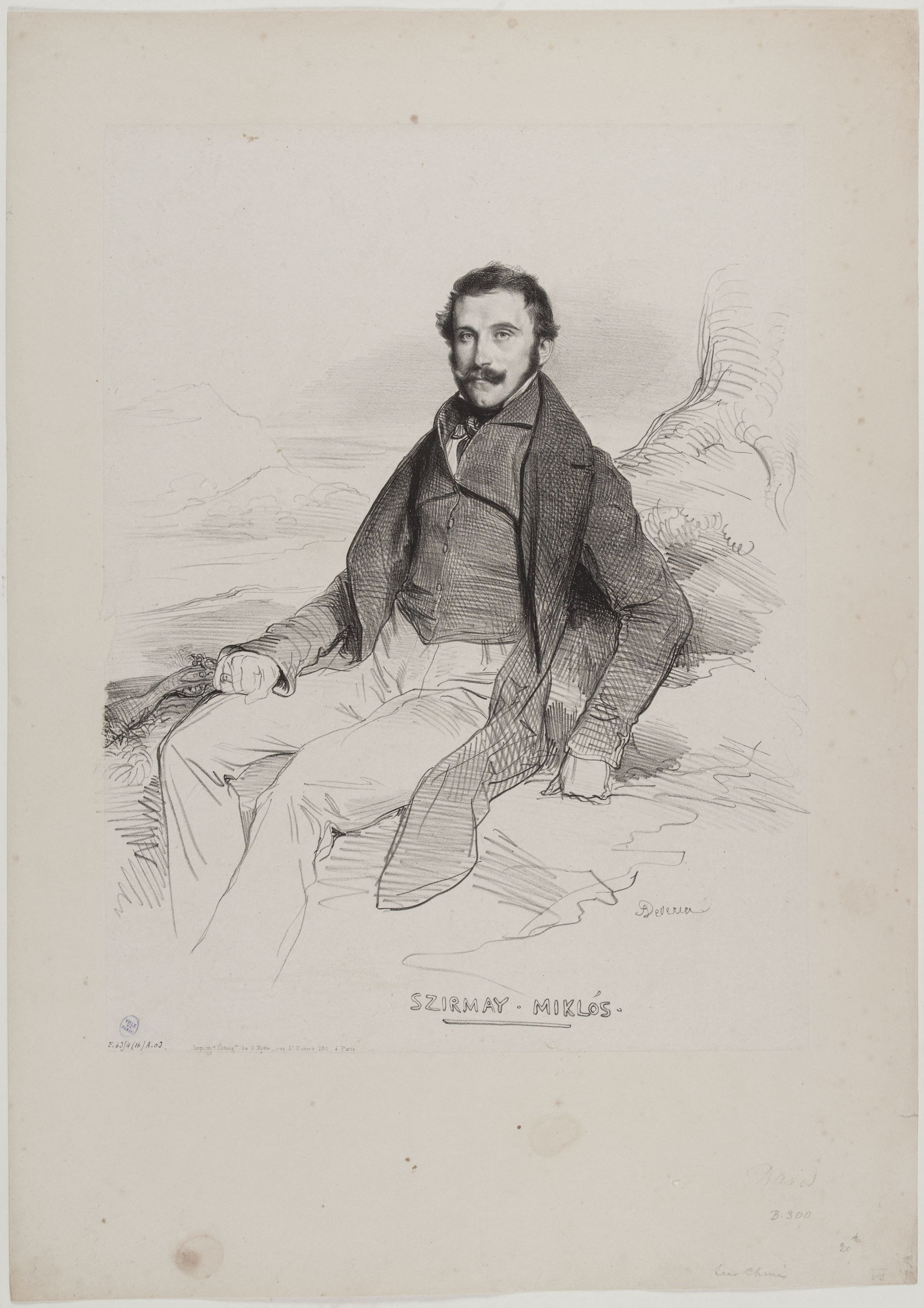
Portrait de Miklos Szirmay, 1832. Musée Carnavalet, Paris.
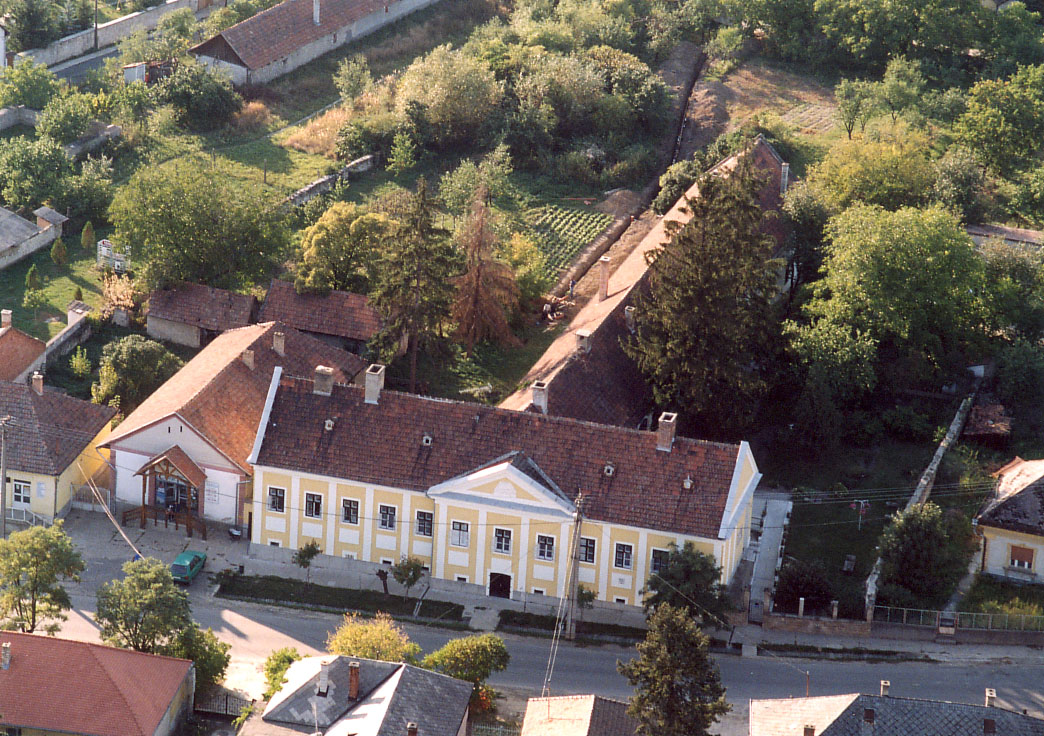
Palais Szirmay d'Erdőbénye
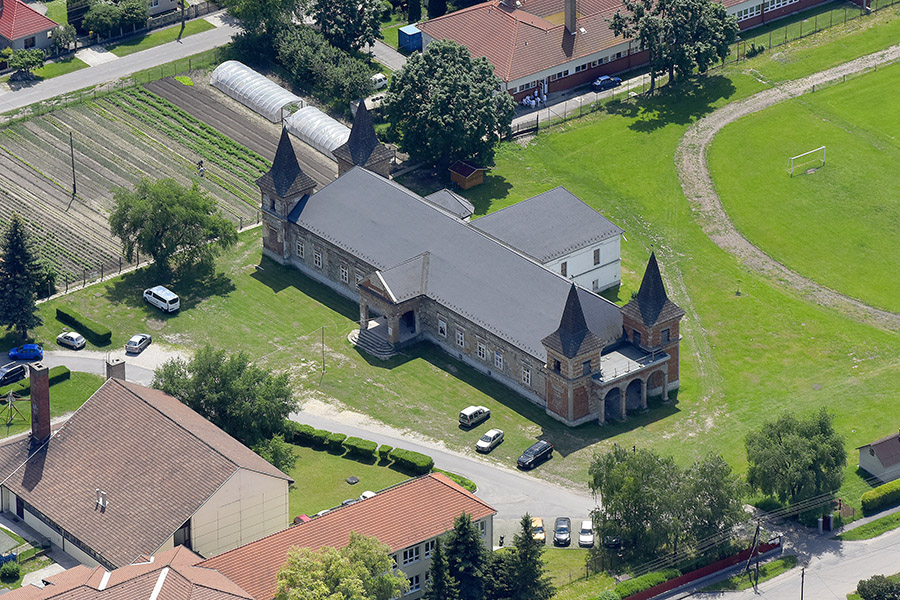
Château Szirmay de Szirmabesenyő
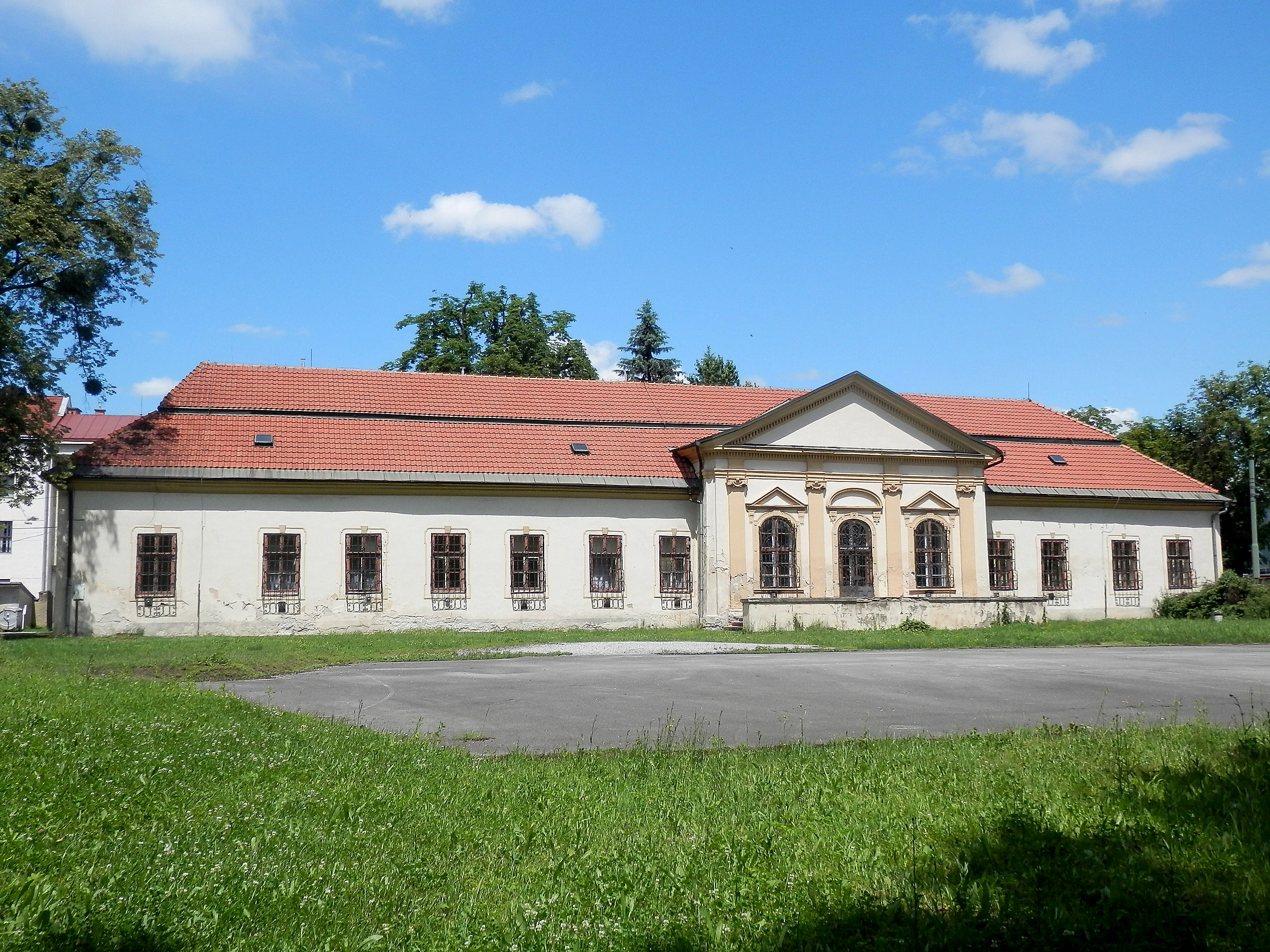
Manoir de Szirmay de Prešov

## Sources
- Iván Nagy: Magyarország családai
- A Pallas nagy lexikona
- Gábor Szirmay: Az ugocsai szirmai Szirmay család története, Régi magyar családok, Debrecen, 2007